# Bolitoglossa phalarosoma
Bolitoglossa phalarosoma är en groddjursart som beskrevs av David Burton Wake och Arden H. Brame, Jr. 1962. Bolitoglossa phalarosoma ingår i släktet Bolitoglossa och familjen lunglösa salamandrar. IUCN kategoriserar arten globalt som otillräckligt studerad. Inga underarter finns listade.